# Charles Hippolyte Vilain XIIII
Charles Hippolyte Vilain XIIII (Parijs, 7 mei 1796 – Brussel, 19 maart 1873) was een Belgisch volksvertegenwoordiger, burgemeester en lid van het Belgisch Nationaal Congres.

## Levensloop
Hippolyte Vilain XIIII was de kleinzoon van burggraaf Jean Jacques Philippe Vilain XIIII en de zoon van jonkheer Charles Joseph François Vilain XIIII en Thérèse-Caroline van de Woestyne (1762-1862). Burggraaf Philippe Mathieu Ferdinand Jean Ghislain Vilain XIIII was zijn oom en graaf Philippe Vilain XIIII zijn neef.
Hij begon zijn loopbaan als luitenant in het leger van het Verenigd Koninkrijk der Nederlanden, van 1815 tot 1820.
In 1822 werd hij lid van de Provinciale Staten van Oost-Vlaanderen en burgemeester van Wetteren (1822-1840 en 1848-1873). In 1830 werd hij lid van het 'Comité de Conservation' dat voor Oost-Vlaanderen in de plaats kwam van de Provinciale Staten. Op 5 november 1830 werd hij door de kiezers van het arrondissement Dendermonde afgevaardigd naar het Nationaal Congres. In het Congres, waar hij beschreven werd als 'de vriendelijkste en de lelijkste mens van de wereld', speelde hij een bescheiden rol, maar liet in een paar brochures zijn mening over het toekomstige staatsbestel kennen.
In zijn tussenkomsten was hij genuanceerd. Over de eeuwigdurende uitsluiting van de Nassaus zegde hij: Excluons les Nassau, mais ne les insultons pas (We moeten de Nassaus uitsluiten maar niet beledigen). Hij was ook de verdediger van traditionele waarden en van de grootgrondbezitters. Voor wat de Senaat betreft was hij voorstander van benoeming door de koning van de leden voor het leven.
In januari 1831 werd hij als adjunct van Sylvain van de Weyer, naar de Conferentie in Londen gestuurd, om er de Belgische aanspraken op Limburg, Luxemburg en Staats-Vlaanderen kracht bij te zetten. Wat meer bepaald Zeeuws-Vlaanderen betreft, schreef hij een Mémoire sur la réunion à la Belgique de la Flandre hollandaise (Memorie over de vereniging met België van Hollands (sic) Vlaanderen).
Vilain XIIII was er voorstander van de hertog van Nemours tot staatshoofd te kiezen. Toen dit mislukte, schaarde hij zich achter Joseph Lebeau, die de kandidatuur van Leopold van Saksen-Coburg steunde, en hij trok mee naar Londen om er naar de intenties van Leopold te polsen. Hij stemde in het Congres dan ook voor Leopold en trok op 4 juni weer naar Londen met de delegatie die zijn verkiezing aan de prins ging meedelen. Hij was ook voorstander van het aanvaarden van het Verdrag der XVIII artikelen, want als dit niet gebeurde, zo betoogde hij, was de keuze alleen nog tussen het voeren van een onzekere oorlog en de annexatie bij Frankrijk.
Van 1831 tot 1839 was Vilain volksvertegenwoordiger voor het arrondissement Dendermonde. In tegenstelling tot zijn neef en zijn zoon helde hij eerder naar de liberale groep over, ook al deed hij dit minder uitgesproken. Naast meer uitgesproken liberalen zoals Joseph Lebeau, Paul Devaux en Charles Rogier, was hij medestichter van het liberale dagblad Le Mémorial belge. Vilain maakte in dit blad bitter zijn beklag over de pesterijen van de Noord-Nederlanders bij het afvloeien van de wateren uit Vlaanderen naar de Schelde.
In 1840 werd hij ambassadeur bij de hoven van Sardinië-Piëmont en Toscane. Zijn residentieplaats was Turijn. Hij was ondertussen 45 geworden en hij besloot te trouwen. De uitverkorene was jkvr. Sidonie du Bois dit van den Bossche (1806-1853). Het gezin bleef kinderloos. Tijdens zijn Italiaans verblijf interesseerde hij zich van nabij voor de opgravingen in Pompeï. Het was ook de tijd dat hij zijn poëtische teksten schreef, op basis van Vlaamse sagen en legenden zoals ze door Hoffmann von Fallersleben waren bekendgemaakt in zijn Horae Belgicae en die door Jan Frans Willems aan Vilain werden uitgelegd.
In 1848 verzaakte Vilain aan de diplomatie en werd opnieuw burgemeester van Wetteren, hetgeen hij bleef tot aan zijn dood. Hij had tot dan nagelaten zijn adellijke status te herwinnen en verkreeg begin januari 1856 adelserkenning met de erfelijke titel van burggraaf. Hetzelfde jaar trad hij een tweede maal in het huwelijk, met barones Léontine de Wal (1822-1901). Ze kregen twee zoons en twee dochters. Toen de jongste geboren werd was Vilain 69. In 1980 stierf zijn laatste nakomeling, de zoon van Adrien Vilain XIIII, burggraaf Maximilien Vilain XIIII (1891-1980), die ongehuwd bleef en met wie deze familietak is uitgestorven.

## Publicaties
Zijn politieke en economische verhandelingen publiceerde Vilain XIIII vaak onder zijn initialen of onder een pseudoniem. In deze lijst is de naam van de auteur opgenomen zoals hij in de uitgave staat:
- Vilain XIIII, H. (1826). Verhandeling over het voltrekken van den steenweg van Gent op Dendermonde, Gent: P. F. de Goesin-Verhaeghe.
- V., H. (1829). Mémoire sur les chaussées vicinales et sur les moyens d'en compléter le développement dans la province de la Flandre Orientale, Gand: Librairie de Mlle Mestre.
- Un ami de la patrie (1830). Appel au Congrès, par un ami de la Patrie. Gand: Vanryckegem-Hovaere.
- Vilain XIIII, H. ([1831]). Esquisse d'un système d'institutions politiques qui semble répondre aux besoins réels du peuple belge, adressée à MM. les Membres du Congrès National.
- Vilain XIIII, H. (1832). Coup d' œil sur les inondations des Flandres. Bruxelles: H. Rémy.
- Vilain XIIII, Ch. Hippolyte (1843). Essais poétiques. Bruxelles: Meline, Cans et compagnie.
- Vilain XIIII, Ch. Hipp. (1874). Mes loisirs poétiques. Gand: Vanderpoorten.